# Јоасаф I Цариградски
Јоасаф I Цариградски (грч. Ἰωάσαφ Κόκκας; умро после 1463) био је васељенски патријарх Цариграда у 1460-им. Тачне датуме његове владавине научници оспоравају у различитим периодима, од 1462. до 1465. године.

## Живот
Антоније Кокас је вероватно рођен од родитеља са Запада и постао је монах. Према Лорану и Киминасу изабран је за патријарха под именом Јоасаф I 1. априла 1462. године, у журби дан након смрти патријарха Исидора II из Цариграда. Током своје патријаршије, морао је да се суочи са проблемима изазваним сукобима са монасима и интригама грчког племства.
Интрига која је довела до трагичног краја Јоасафовог патријархата била је умешана у учењака и политичара Георгија Амируца, познатог по томе што је убедио цара Давида од Трапезунтског да се преда Османлијама, и који се, заједно са свим племством некадашњег Трапезунтског царства, преселио у Цариград. Георгије Амируца је постао близак пријатељ султана Мехмеда II и желео је да се ожени прелепом Мухлиотисом, удовицом последњег атинског војводе Франческа II Ачајолија, упркос томе што је већ био ожењен и његова жена је још увек била жива. Патријарх Јоасаф I је одбио да му да дозволу јер се по канонском праву радило о бигамији. Георгије Амируца је наставио даље и обратио се свом рођаку, великом везиру Махмуду-паши Анђеловићу, који је покушао да утиче на Свети синод да свргне Јоасафа I. Неки научници предлажу различите детаље за ове догађаје.
Раздраган одбијањем Јоасафа I да дозволи нови брак Амируца, султан Мехмед II је наредио понижење патријарха одсецањем браде и казнио је и Мегаса Еклесијарха (тј. главног црквењака) Манојла, будућег патријарха Максима III Цариградског, одсецањем носа. Ови догађаји довели су Јоасафа I у стање депресије које је кулминирало његовим покушајем самоубиства: на дан Ускрса 1463. (10. априла) намерно се бацио у цистерну испод цркве Памакаристос.
Јоасаф I је спашен, свргнут и прогнан у Анхијалос, отварајући пут Георгију Амируцису да се ожени његовом новом женом.

## Спорна хронологија
Хронологија владавине Јоасафа I је предмет спорова међу научницима. Новији радови, као што су Киминас (2009), Подскалски (1988), Лоран (1968) и Рансиман (1985) смештају владавину Јоасафа I после Исидора II Цариградској и пре Софронија I Цариградској, датирајући је између 1. априла 1462. и Ускрса (10. априла) 1463. године.
Други научници, пратећи епископа Гемана из Сардизије (1933–1938) и Грумела (1958), као и званичну веб страницу Васељенске патријаршије, претпостављају да је Јоасаф I владао после Софронија I и пре Марка II Цариградској, сугеришући да је његова владавина почела почетком 1465. (или јула 1465.) и завршила се у првим месецима 1466. Бланше (2001) смешта почетак владавине Јоасафа I у лето 1464. године, одмах после Софронија I.
Штавише, не постоји консензус међу научницима о дужини и хронологији другог и трећег мандата Генадија II Цариградског, за које се наводно смењивали патријархати Јоасафа I и Софронија I.